# Алексиу, Паул
Паул Алексиу (рум. Paul Alexiu; 8 апреля 1893 — 30 сентября 1963) — румынский военный деятель, генерал-майор вооружённых сил Румынии.

## Биография
Проходил обучение в Военной артиллерийской школе в Бухаресте (1911—1913) и был выпущен в звании подпоручика. После окончания Первой мировой войны продолжил учебу в Национальном университете обороны Карола I (1920—1922). В 1933 году присвоено звание подполковника, а в 1938 году произведён в полковники.
С началом операции «Барбаросса» 22 июня 1941 года командовал  3-м артиллерийским полком 10-й артиллерийской бригады, в его ведении находились два дивизиона 75-мм орудий и один дивизион 100-мм гаубиц. Во время Второй мировой войны на Восточном фронте сражался на стороне стран «оси», участвовал в прорыве укреплений на Перекопе, позднее в сражении на Керченском полуострове. С 1941 по 1942 год служил командиром 4-го артиллерийского полка, а с 1942 по 1943 год — командиром 10-й артиллерийской дивизии. В марте 1943 года произведен в бригадные генералы, а в июне 1943 года уволен в запас.
После государственного переворота в августе 1944 года был вновь призван на военную службу и назначен командиром артиллерийской бригады, составной части 1-й армии. В середине апреля 1945 года принял командование 18-й дивизией и сражался на реке Ваг возле Тренчина в западной Словакии во время Братиславско-Брновской наступательной операции.
В августе 1946 года ему было присвоено звание генерал-майора. С 1946 по 1947 год был инспектором артиллерии. В 1947 году стал командующим 2-м военным округом, а в 1949 году — генералом, командующим противовоздушной обороной. В секретном отчёте ЦРУ от июня 1949 года было отмечено, что Паулу Алексиу было присвоено звание генерал-лейтенанта и он был «убежденным коммунистом». Уволился со службы в армии в марте 1950 года. Был арестован в январе 1954 года и освобожден в сентябре 1954 года. Во время содержания под стражей находился под следствием за свои действия, предпринятые во время холокоста в Одессе в октябре 1941 года.

## Награды
- Офицер ордена Звезды Румынии (8 июня 1940 года)[3];
- Орден Заслуг германского орла (1943 год).